# 张惠言
张惠言（1761年—1802年），原名一鸣，字皋文，江苏武进（今常州）人，清代政治人物，經學家、詞學家。

## 生平
生于清高宗乾隆二十六年（1761年），四岁丧父，家徒四壁。九岁离家，至常州城中依伯父张思楷读书。十四歲为童子师，乾隆四十一年（1776年）娶国子监生吴承绂之女为妻。次年，十七歲补县学附生，十九歲补廪膳生。为文初学司马相如、扬雄。后改宗韩愈、欧阳修。年近三十，改治經學。深于易学，与惠栋、焦循被后世称为“乾嘉易学三大家”。张惠言亦治《礼經》，主郑玄之說。乾隆五十一年，鄉試中舉。乾隆五十二年（1787年）赴礼部会试，取中正榜，任景山宫官学教习，教授内务府佐领以下官宦子弟。乾隆五十九年（1794年）奔母丧，两年后，应富阳县令恽敬之邀，至浙江富阳县编修县志。嘉慶初年至歙縣金榜家授課。嘉庆二年（1797年）八月，应学生金应珪、金应珹要求讲授词学，并编选唐宋词名篇成《词选》一书作为教材。清仁宗嘉庆四年（1799年），第七次会试，中进士，授庶吉士，充实录馆纂修官。六年，散馆授编修，嘉庆七年（1802年）六月，卒於任上。易學著作有《周易虞氏易》九卷、《周易虞氏訊息》二卷、《虞氏易禮》二卷、《虞氏易事》二卷、《虞氏易候》一卷、《虞氏易言》二卷、《周易鄭荀義》三卷、《周易荀氏九家義》一卷、《易緯略義》二卷、《易圖條辨》一卷等。又輯有《易義別錄》十四卷、《周易荀氏九家》三卷，訂正《周易鄭氏注》三卷、《周易鄭注》十二卷。禮學著作有《儀禮圖》六卷、《讀儀禮記》二卷。另有《茗柯詩文集》、《茗柯詞》、《七十家賦鈔》等。

## 文學
嘉庆二年（1797年），張惠言館於金榜家中，編詞集《詞選》，选录唐宋四十四家词，凡一百十六首。張氏在《词选序》中提出“比兴寄托”，主张“意内言外”，人稱常州詞派始祖。谭献說他：“胸襟学问，酝酿喷薄而出，赋手文心，开倚声家未有之境。”
张惠言既是常州词派领袖，又是深通易学，主虞氏易，这使得他的词学带有學究氣息。張惠言在《詞選》中以為詞可以傳達“賢人君子幽約怨悱，不能自言之情”，並為描寫女性與愛情的詞，都加上載道言志、道德的解說。例如他把溫庭筠描寫美女的《菩薩蠻》，解作“此感士不遇也”。張惠言的解釋往往牽強附會，王國維就批評他講詞太頑固。

## 延伸阅读
[在维基数据编辑]
 在维基文库阅读此作者作品（ 在维基共享资源阅览影像）
 《清史稿·卷482》，出自趙爾巽《清史稿》